# Shannon Dunn-Downing
Shannon Dunn-Downing (Arlington Heights, 26 de novembro de 1972) é uma snowboarder dos Estados Unidos, medalhista de bronze nos Jogos Olímpicos de Inverno de 1998, em Nagano.

## Carreira
Dunn foi a primeira mulher a vencer o Winter X Games, em 1997, na modalidade superpipe. Foi novamente campeã em 2001 no superpipe, e duas vezes medalhista de prata que em 1999 e 2001.
Foi medalhista de bronze nos Jogos Olímpicos de Inverno de 1998 em Nagano, Japão, no halfpipe. Participou ainda das Olimpíadas de Inverno de 2002, na qual ficou em quinto lugar na mesma prova.